# Jasieniec (Kruklanki)
Jasieniec (deutsch Groß Eschenort) ist ein Dorf in der polnischen Woiwodschaft Ermland-Masuren. Es gehört zur Landgemeinde Kruklanki (Kruglanken) im Powiat Giżycki (Kreis Lötzen).

## Geographische Lage
Jasieniec liegt am Ostufer vom Jezioro Gołdopiwo (deutsch Goldapgar-See) im nördlichen Osten der Woiwodschaft Ermland-Masuren. Die einstige Kreisstadt Angerburg (polnisch Węgorzewo) ist 18 Kilometer in nordwestlicher Richtung entfernt, und bis zur heutigen Kreismetropole Giżycko (Lötzen) sind es 16 Kilometer in südwestlicher Richtung.

## Geschichte
Als Eschenort wurde das kleine Dorf im Jahre 1606 gegründet. Die Zusatzbezeichnung erhielt es erst in der zweiten Hälfte des 19. Jahrhunderts. Das Dorf bestand aus einem Gutshof mit Vorwerk, wobei Letzteres etwa einen Kilometer südlich des Gutes lag.
Im Jahre 1874 wurde Groß Eschenort in den neu errichteten Amtsbezirk Jesziorowsken (polnisch Jeziorowskie) eingegliedert, der – 1927 in „Amtsbezirk Seehausen“ umbenannt – bis 1945 zum Kreis Angerburg im Regierungsbezirk Gumbinnen der preußischen Provinz Ostpreußen gehörte.
Im Jahre 1910 zählte der Gutsbezirk Groß Eschenort 65 Einwohner. Am 30. September 1928 verlor das Gutsdorf seine Eigenständigkeit und wurde in die Nachbargemeinde Seehausen (bis 1927 Jesziorowsken, polnisch Jeziorowskie) eingemeindet.
In Kriegsfolge kam das Dorf 1945 mit dem gesamten südlichen Ostpreußen zu Polen und erhielt die polnische Namensform „Jasieniec“. Heute ist es Sitz eines Schulzenamtes (polnisch sołectwo) und eine Ortschaft im Verbund der Landgemeinde Kruklanki (Kruglanken), vom Kreis Angerburg in den Powiat Giżycki (Kreis Lötzen) „gewechselt“, vor 1998 der Woiwodschaft Suwałki, seither der Woiwodschaft Ermland-Masuren zugehörig.

## Religionen
Bis 1945 war Groß Eschenort in die evangelische Kirche Kruglanken in der Kirchenprovinz Ostpreußen der Kirche der Altpreußischen Union sowie in die katholische Kirche Zum Guten Hirten Angerburg im Bistum Ermland eingepfarrt.
Heute gehört Jasieniec zur katholischen Pfarrei Kruklanki im Bistum Ełk (Lyck) der Römisch-katholischen Kirche in Polen bzw. zur evangelischen Pfarrei Giżycko – mit Filialgemeinde Pozezdrze – in der Diözese Masuren der Evangelisch-Augsburgischen Kirche in Polen.

## Verkehr
Jasieniec liegt an einer Nebenstraße, die von Kruklanki (Kruglanken) über Jeziorowskie (Jesziorowsken, 1927 bis 1945 Seehausen) bis in das bereits in der Gmina Węgorzewo (Angerburg) gelegene Jakunówko (Jakunowken, 1938 bis 1945 Jakunnen) führt. Außerdem verbindet eine Nebenstraße Diabla Góra (Forst Teufelsberg) über Żabinka (Zabinken, 1938 bis 1945 Hochsee) mit Jasieniec. Ein Bahnanschluss existiert nicht.